# Antonio Pontarelli
Antonio Pontarelli, född 1 april 1991, är en amerikansk rockviolinist. Han började spela fiol vid tre års ålder och vann sin första tävling då han var sju och hans föräldrar upptåckt hans talang. Med arrangemang av Jimi Hendrixs "Purple Haze" van han titeln "America's Most Talented Kids" i november 2004. Ett år senare vann han också "Outstanding Young Rock Musician". Nu ger Antonio konserter och med sitt eget band spelar han in deras debut-CD. Han spelar också med Jethro Tull.

## Utmärkelser
- 2007 - Inland Empire Music Awards, "Best Male Artist"
- 2007 - ASTA (American String Teachers Association), "Alternative Styles Competition" National Rock Winner
- 2006 - Songwriter Universe "Best Song" Winner
- 2006 - Unisong Competition, Best Alternative Rock Song, Finalist
- 2006 - Unisong Competition, Best Rock Band Performance, Finalist
- 2006 - Southern California Music Awards, "Best Instrumentalist"
- 2006 - Inland Empire Music Awards, "Best Instrumentalist"
- 2006 - International Songwriting Competition, Peoples Voice Teen Top Vote Winner
- 2006 - "Dorothy Chandler Music Center Spotlight Awards"
- 2006 - New Music Weekly Awards, "Breakout Artist of the Year"
- 2005 - LA Music Awards, "Youth Award"
- 2005 - "America's Most Talented Kids" NBC PAX, Grand Champion
- 2005 - Temecula Valley Music, Competition, Winner
- 2005 - Swept Away TV, "Rising Star" Winner
- 2005 - 2006 ASTA (American String Teachers Association), "Alternative Styles Competition" National Rock Winner
- 2005 - "Dorothy Chandler Music Center Spotlight Awards"
- 2004 - "America's Most Talented Kids" NBC PAX Winner
- 2004 - Music Heritage String Competition, Winner
- 2004 - Inland Valley Symphony Youth Concerto Competition, Winner
- 2002 - Music Heritage String Competition, Winner
- 2001 - Tri-County Youth String Competition, 15 and under, Winner
- 2000 - Music Heritage String Competition, Winner
- 1999 - Music Heritage String Competition, Winner
- 2002 - 2006 - Presidents Award and John Hopkins Scholar